# Explosion nucléaire pacifique
Les explosions nucléaires pacifiques (ENP) sont des explosions nucléaires effectuées officiellement à des fins non militaires, pour des activités liées au développement économique, dont la création de canaux. Pendant les années 1960 et 1970, les États-Unis et l'Union soviétique menèrent un certain nombre d'explosions nucléaires dites pacifiques.
Six tirs effectués par l'Union soviétique sont considérés comme ayant eu un objectif appliqué et ne furent pas des essais.
Par la suite, les États-Unis et l'Union soviétique mirent fin à leurs programmes 'pacifiques'. Leurs définitions et leurs limites sont couvertes dans le traité des explosions nucléaires pacifiques de 1976,. Le traité d’interdiction complète des essais nucléaires de 1996 interdit toutes les explosions nucléaires, indépendamment du fait qu'elles soient à des fins pacifiques ou non.

## Applications étudiées

### En génie civil
- les travaux de terrassement pour la création de canaux et barrages
- la création de cavités souterraines pour le stockage de déchets toxiques

### Pour l'exploitation pétrolière et gazière
- l'extinction des incendies de puits de gaz et des blowouts de méthane
- la recherche de nouveaux gisements de gaz naturel par l'étude des ondes sismiques produites par de petites explosions nucléaires permettant le sondage profond de la croûte terrestre
- la stimulation de la production de pétrole et de gaz (intensification du débit des puits de pétrole et de gaz)
- la création de cavités souterraines pour le stockage de pétrole et de gaz

### Pour l'exploitation minière
- l'excavation de massifs rocheux pour creuser le minerai dans les mines à ciel ouvert
- la recherche de ressources minérales grâce à la prospection sismique
- pour faciliter l'exploitation du charbon dans une mine souterraine

### Pour le domaine spatial
Les explosions nucléaires furent étudiées comme une méthode possible de propulsion des vaisseaux spatiaux. L'exemple le plus connu est le projet Orion, qui étudia la possibilité d'un vaisseau spatial propulsé par la détonation d'engins nucléaires libérés derrière lui.
Une autre application pourrait servir à dévier ou à détruire des objets célestes comme des comètes, des météores, ou des astéroïdes ayant une trajectoire de collision avec la Terre et qui auraient le potentiel de causer des destructions.

### En recherche scientifique
- la production d'éléments chimiques
- la compréhension des mécanismes du Processus r de la nucléosynthèse des étoiles
- l'étude des migrations possibles de la radioactivité depuis l'épicentre de l'explosion

## Traité sur les explosions nucléaires pacifiques
Dans le traité des explosions nucléaires pacifiques, les signataires convinrent de ne pas effectuer des explosions nucléaires individuelles ayant une puissance supérieure à 150 kilotonnes; de ne pas effectuer d'explosion groupée (composé d'un certain nombre d'explosions individuelles) ayant une puissance groupée d’une puissance supérieure à 1 500 kilotonnes; et de ne pas effectuer d'explosion groupée développant une puissance globale supérieure à 150 kilotonnes à moins que les explosions individuelles du groupe puissent être identifiées et mesurées par des procédures de vérification. Les parties réaffirmèrent également leurs obligations de se conformer pleinement avec le traité de 1963 d'interdiction partielle des essais nucléaires.
Les parties se réservèrent le droit de procéder à des explosions nucléaires à des fins pacifiques sur le territoire d'un autre pays s’ils en recevaient la demande, mais seulement en conformité totale avec les limitations de puissance et d'autres dispositions du traité sur les explosions nucléaires pacifiques et en accord avec le traité de non-prolifération.
Les articles IV et V du traité sur les explosions nucléaires pacifiques énonçaient les modalités de vérification convenus. En plus de l'utilisation de moyens techniques nationaux, le traité stipulait que les informations et l'accès aux sites des explosions seraient accessibles à chacune des parties, et comprenaient un engagement de ne pas interférer avec les moyens et procédures de vérification.
Le protocole au traité sur les explosions nucléaires pacifiques énonçaient les dispositions spécifiques convenues pour assurer qu'aucun profit liés à une arme exclue par le traité sur la limitation des essais souterrains d'armes nucléaires, ne soit obtenus en réalisant une explosion nucléaire utilisée à des fins pacifiques, dont des dispositions pour l'utilisation de la méthode de mesure hydrodynamique de la puissance, de surveillance sismique et d'inspection sur site.
La déclaration commune qui accompagnait le traité précisait qu'une « application pacifique » d'une explosion nucléaire souterraine n’ incluait pas les tests de développement de tout explosif nucléaire.

## États-Unis: Opération Plowshare

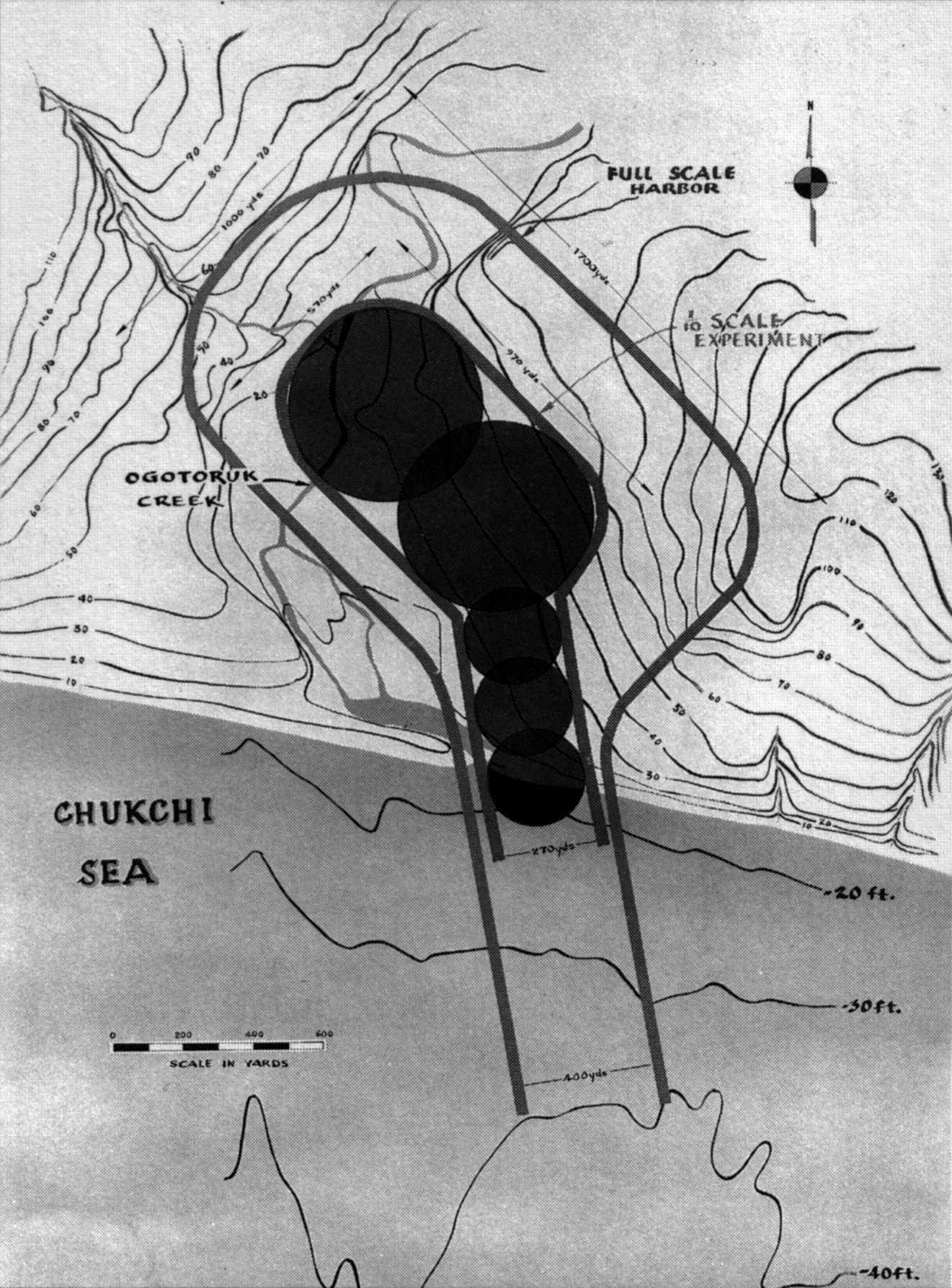
L'une des versions du projet Chariot mettant en œuvre cinq engins thermonucléaires pour créer un port artificiel.

L’opération Plowshare est le nom du programme américain pour le développement de techniques utilisant des explosifs nucléaires à des fins pacifiques. Le nom de l'opération Plowshare (terme anglais qui signifie soc de charrue en français) est choisi en 1961, tirée du livre de Michée 4:3 (« Et il sera le juge des nations, l'arbitre d'un grand nombre de personnes, et ils briseront leurs épées pour en faire des socs de charrues et de leurs lances des serpes : une nation ne tirera plus l'épée contre une autre, et l'on n'apprendra plus la guerre. »). Vingt-huit tirs nucléaires sont réalisés entre 1961 et 1973.
Une des premières propositions américaines concernant des explosions nucléaires pacifiques qui étaient près d'être réalisées était le projet Chariot, qui aurait utilisé plusieurs bombes à hydrogène pour créer un port artificiel au cap Thompson, en Alaska. Il n'a jamais été mis en œuvre en raison de préoccupations pour les populations autochtones et du fait que l’utilisation potentielle du port était trop faible pour justifier les risques et le coût. Il y eut aussi des discussions concernant l'utilisation d’explosions nucléaires pour creuser un deuxième canal de Panama.
La plus grande expérience d’excavation eut lieu en 1962 sur le site d'essais du Nevada du Département de l'énergie. Le test nucléaire Sedan, réalisé dans le cadre de l'opération Storax, déplaça 12 millions de tonnes de terre, créant le plus grand cratère artificiel au monde, générant d’importantes retombées nucléaires sur le Nevada et l'Utah. Trois essais furent effectués afin de stimuler la production de gaz naturel, mais le programme fut abandonné en raison de son coût et de la contamination radioactive du gaz,.
Beaucoup de retombées radioactives résultèrent des 27 explosions nucléaires du projet Plowshare. Par exemple, le site du tir Gasbuggy, situé à 55 miles à l'est de Farmington, au Nouveau-Mexique, contient encore des contaminants nucléaires d'une seule explosion souterraine en 1967. Les autres conséquences étaient des terres stériles, des communautés relogées, de l’eau contaminée par le tritium, de la radioactivité et des retombées de débris projeté haut dans l'atmosphère. Elles furent ignorées et minimisées jusqu'à ce que le programme prît fin en 1977, en grande partie à cause de l'opposition du public, après que 770 millions de dollars eurent été dépensés pour le projet.

## Union soviétique: Explosions nucléaires pour l'économie nationale
L'Union soviétique conduisit un programme beaucoup plus vigoureux de 239 essais nucléaires, dont certains avec plusieurs bombes, entre 1965 et 1988 sous les auspices du programme no 6 et no 7 des explosions nucléaires pour l'économie nationale. Ses objectifs et ses résultats étaient similaires à ceux du programme américain, à l'exception que la plupart des explosions furent considérées comme des applications, et non comme des essais. Le plus connu à l'Ouest était le test Chagan effectué en janvier 1965, la radioactivité émise par l’essai Chagan fut détectée au-dessus du Japon par les États-Unis et le Japon. Les États-Unis émirent une plainte contre les Soviétiques, mais elle fut abandonnée.
Dans les années 1970, l'Union soviétique lança le programme de « sondage sismique profond », qui comprenait l'utilisation des explosions nucléaires pacifiques pour créer des profils sismiques profonds. Comparé à l'utilisation d'explosifs classiques ou de méthodes mécaniques, les explosions nucléaires permettent la collecte de profils sismiques sur de plus grandes distances (jusqu'à plusieurs milliers de kilomètres).
Il y a des partisans de la poursuite des programmes des explosions nucléaires pacifiques dans la Russie moderne. Ils (dont A. Koldobsky) affirment que le programme a déjà été amorti et a sauvé des milliards de roubles et permettrait d'économiser encore plus s’il se poursuivait. Ils allèguent également que les explosions nucléaires pacifiques sont le seul moyen pratique de souffler les incendies des gisements de gaz naturel et la manière la plus sûre et la plus rentable de détruire les armes chimiques.
Leurs opposants, dont Alexeï Yablokov, affirment que toutes les technologies des explosions nucléaires pacifiques ont des alternatives non nucléaires et que de nombreuses explosions nucléaires pacifiques ont effectivement provoqué des catastrophes nucléaires.
Des rapports sur l'utilisation, avec succès par les Soviétiques, d’explosions nucléaires dans l'extinction d’incendies de puits de gaz hors de contrôle furent abondamment cités aux États-Unis lors des discussions sur les options pour arrêter la fuite de pétrole due à l’explosion de Deepwater Horizon en 2010, dans le golfe du Mexique,.

## Autres pays
L’Allemagne considéra, à un moment, la fabrication de bombes nucléaires à des fins de génie civil. Au début des années 1970, une étude de faisabilité fut réalisée pour un projet de construction d'un canal de la mer Méditerranée à la dépression de Qattara dans le désert occidental de l'Égypte en utilisant des explosifs nucléaires. Ce projet proposait d'utiliser 213 engins, avec des puissances de 1 à 1,5 mégatonne explosant à des profondeurs de 100 à 500 mètres, pour construire ce canal dans le but de produire de l'énergie hydroélectrique.
Bouddha Souriant, le premier essai nucléaire de l'Inde fut décrit par le gouvernement indien comme une explosion nucléaire pacifique.
En Australie, le dynamitage nucléaire fut proposé comme un moyen d'extraction du minerai de fer dans la région de Pilbara.